# Davide Lamma
Davide Lamma, né le 23 avril 1976, à Bologne, en Italie, est un joueur italien de basket-ball. Il évolue au poste de meneur.

## Palmarès
- 3e du championnat d'Europe 2003
- Vainqueur des Jeux méditerranéens de 2005
- Supercoupe d'Italie 2004